# Summer Air
Summer Air is een nummer van het Duitse dj-trio ItaloBrothers uit 2017.
Het zomerse deephousenummer werd een hit in het Duitse taalgebied en Scandinavië. In Duitsland haalde het de 34e positie. In het Nederlandse taalgebied werd "Summer Air" slechts een klein hitje. In Nederland haalde het de 7e positie in de Tipparade, en in Vlaanderen de 6e positie in de Tipparade.